# Bukovská brázda
Bukovská brázda  je geomorfologickou částí Pezinských Karpat, podcelku Malých Karpat.  Leží na severozápadním okraji podcelku, v pásu od Rohožníka po Bukovou. 

## Polohopis
Bukovská brázda se nachází na západním okraji střední části Malých Karpat a zabírá severozápadní část podcelku Pezinské Karpaty. Deprese se v délce cca 18 km táhne od okraje pohoří u obce Rohožník severovýchodním směrem podél Sološnice, Plaveckého Podhradí a Plaveckého Mikuláša k obci Buková. Z jihu a jihovýchodu území obepínají Biele hory, geomorfologická část Pezinských Karpat, severovýchodně navazuje podcelek Brezovské Karpaty a severozápadním směrem leží Plavecké predhorie, část Pezinských Karpat. Západní okraj vymezuje Podmalokarpatská sníženina, geomorfologický podcelek Borské nížiny. 
Západní část Malých Karpat je odvodňována do Borské nížiny, která patří do povodí Moravy. Z Bukovské brázdy vedou potoky přes Plavecké predhorie do Rudavy. Nejvýznamnější jsou Hrudky, Trstienka, Libuša, Smrekovec a Rudavka . V severní části je na říčce Hrudky vybudována vodní nádrž Buková. Obcemi na okraji území prochází silnice II / 501 ( Lozorno - Plavecký Mikuláš - Jablonica). 

## Chráněná území
Téměř celá tato část Malých Karpat je součástí Chráněné krajinné oblasti Malé Karpaty, vyňata je pouze jihozápadní část v okolí Rohožníka a Sološnice. Zvláště chráněnými územími jsou národní přírodní rezervace Roštún a Pohanská, přírodní rezervace Buková a přírodní památka Deravá Skala a Bukovina. 

## Turismus
Turisticky atraktivní je okolí Plaveckého Podhradia s ruinami Plaveckého hradu a několika jeskyněmi, ale také severní část v okolí vodní nádrže Buková. Osídlení v paleolitu bylo prokázáno v jeskyni Deravá Skala při Plaveckém Mikuláši a severním okrajem údolím říčky Chotár vedla v středověku důležitá Česká cesta. Síť turistických stezek propojuje tuto část se zbytkem Malých Karpat.

### Značené stezky
- po  červeně značené Štefánikově magistrále, vedoucí od mohyly na bradlech okrajem Bukovské brázdy (víceré trasy se na ni napojují) k hradu Devín
- po  modře značené trase:
  - z Rohožníka na rozc. sedlo Skalka
  - z Plaveckého Podhradia přes Plavecký hrad na rozc. Amonova lúka
  - z Plaveckého Mikuláša na rozcestí Červená hora
  - od vodní nádrže Buková do lokality Rozbehy
- po  zeleně značené trase:
  - ze Sološnice na rozc. Pod Malou Vápennou
  - z Plaveckého Mikuláša údolím říčky Libuša do lokality Mon Repos
  - z rázc. Brezinky přes Bukovú do lokality Rozbehy
- po  žlutě značené trase:
  - ze Sološnice Sološníckou dolinou na Sklený vrch
  - z Plaveckého Podhradia pod vrch Vápenná (752 m n. m.)
  - z Plaveckého Mikuláša na rozcestí v sedle Báborská, resp. na rozc. Pod Čiernou skalou
  - z obce Plavecký Peter k vodní nádrži Buková [3]